# Wahlurne

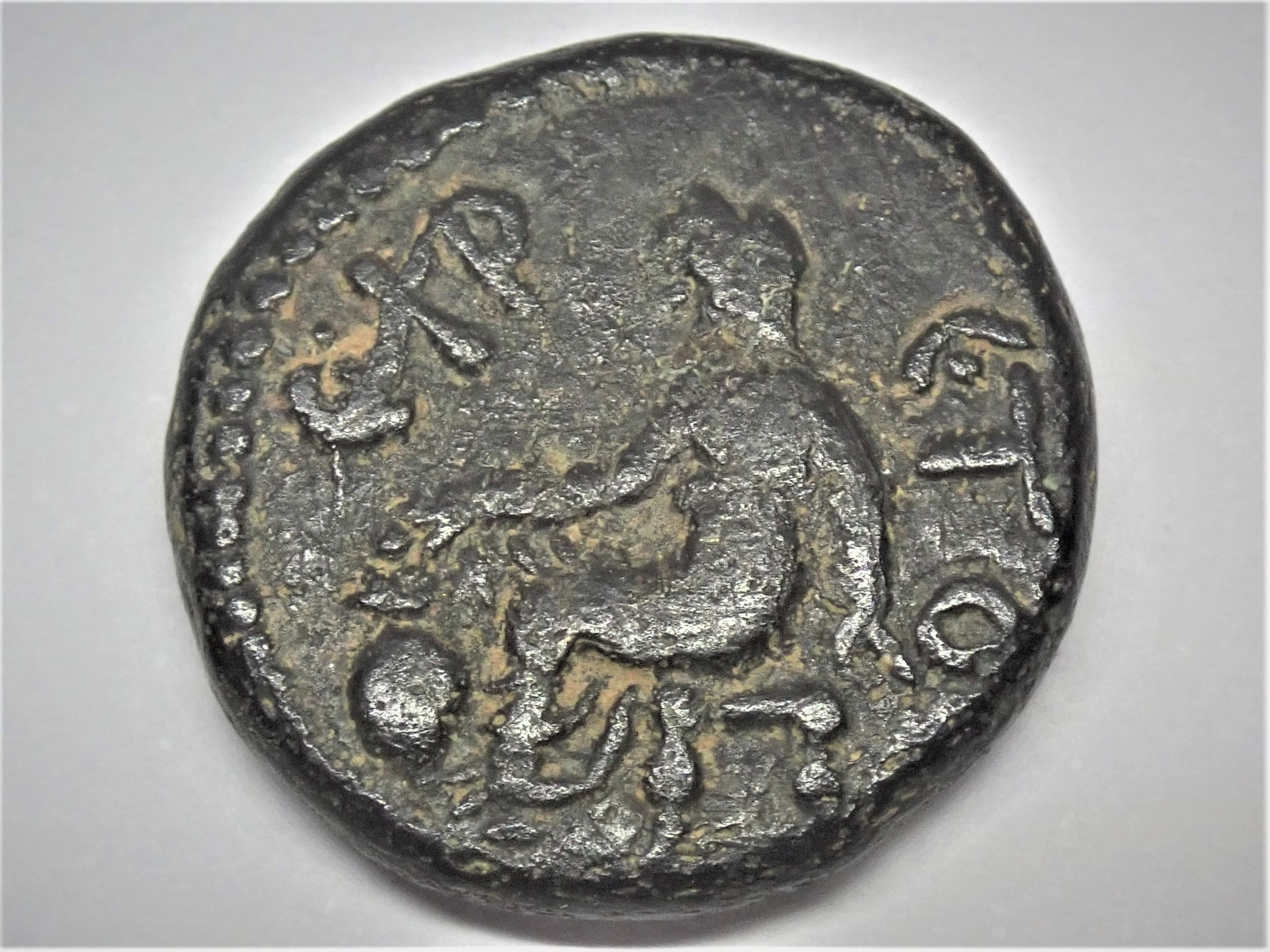
Bronzemünze aus Seleukis und Piera, personifizierter Demos wirft Stimmstein in Urne, 2./1. Jh. v. Chr

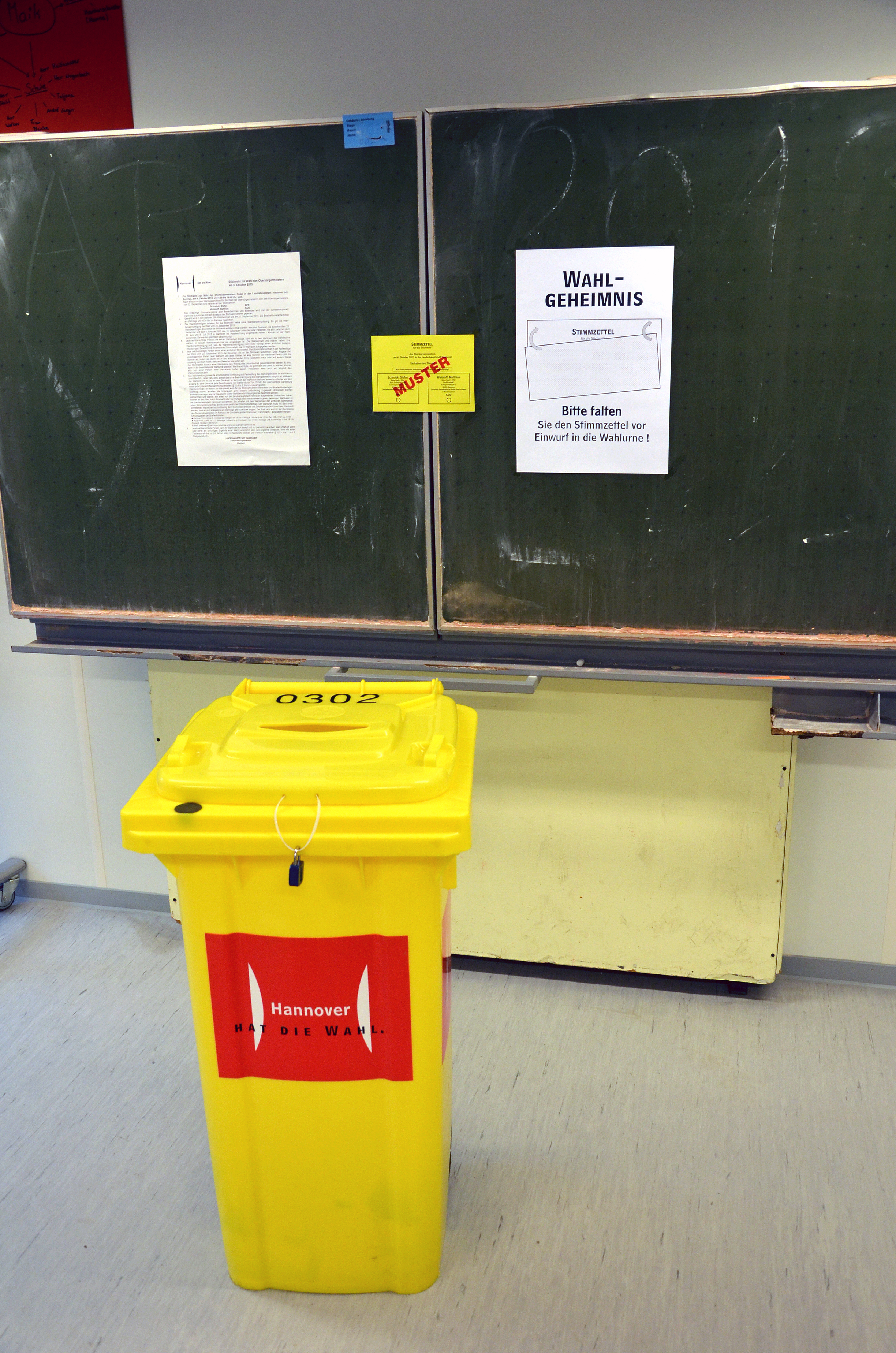
Wahlurne in Form einer Mülltonne in einem Wahllokal (Lutherschule Hannover)

Eine Wahlurne ist ein geschlossener Behälter mit Schlitz zur Durchführung einer (in der Regel geheimen) Wahl oder Abstimmung mit Wahl- oder Stimmzetteln.

## Deutschland und Österreich
Die Wähler füllen in einer Wahlkabine unbeobachtet und unbeeinflusst einen oder mehrere Stimmzettel bzw. Wahlzettel aus und stecken sie danach gefaltet oder in einem Umschlag in die Wahlurne – bei mehreren Stimmzetteln in eine jeweils eigene für die jeweilige Abstimmung vorgesehene. Die verschlossene Wahlurne wird nach Beendigung der Wahl oder Abstimmung im Wahllokal öffentlich ausgeleert, damit die Wahl- oder Stimmzettel gezählt werden können. Wird die Wahlurne vor der Auszählung noch transportiert, so wird sie wenn noch nicht vorher geschehen, um Manipulationen zu verhindern, versiegelt.

## Schweiz
Hauptartikel: Urnengang
In der Schweiz findet die Wahlhandlung in der Regel zu Hause statt. Die Stimmzettel werden nach der Wahlhandlung in ein amtliches Stimmkuvert gesteckt, das in einem Rücksendekuvert eingeschickt, oder auch in einem Wahllokal abgegeben werden kann. Bei Abgabe in einem Wahllokal wird das Stimmkuvert in eine Urne eingeworfen. Nach Beendigung der Wahl werden in Auszähllokalen die eingegangenen Stimmkuverts aus Post und Urne ausgepackt und die Stimmzettel dann ausgezählt.

## Sonstiges
Transparente Wahlurnen sind beispielsweise in Frankreich vorgeschrieben und sollen verhindern, dass Wahlen dadurch manipuliert werden können, dass vor Beginn des eigentlichen Wahlgangs bereits Stimmzettel in die Urne gelegt wurden.
Mit präparierten Wahlurnen wurden in den 1850er Jahren in San Francisco Wahlausgänge manipuliert. Sie hatten eine doppelte Seitenwand und einen doppelten Boden, hinter denen vor der Wahl signifikant viele Stimmzettel zugunsten des Betrügers versteckt wurden. Nach der Wahl musste ein Eingeweihter nur die doppelten Wände und/oder Böden entfernen. (vgl. Illustration unten aus dem Jahr 1856)
Es gibt auch Wahlsysteme ohne Stimmzettel, in denen beispielsweise verschiedenfarbige Kugeln in die Urne geworfen werden. Diese sind allerdings nicht bei staatlichen Wahlen üblich.
In manchen deutschen Städten werden aus Kostengründen auch Mülltonnen als Wahlurne verwendet (Wahltonne).

## Bilder

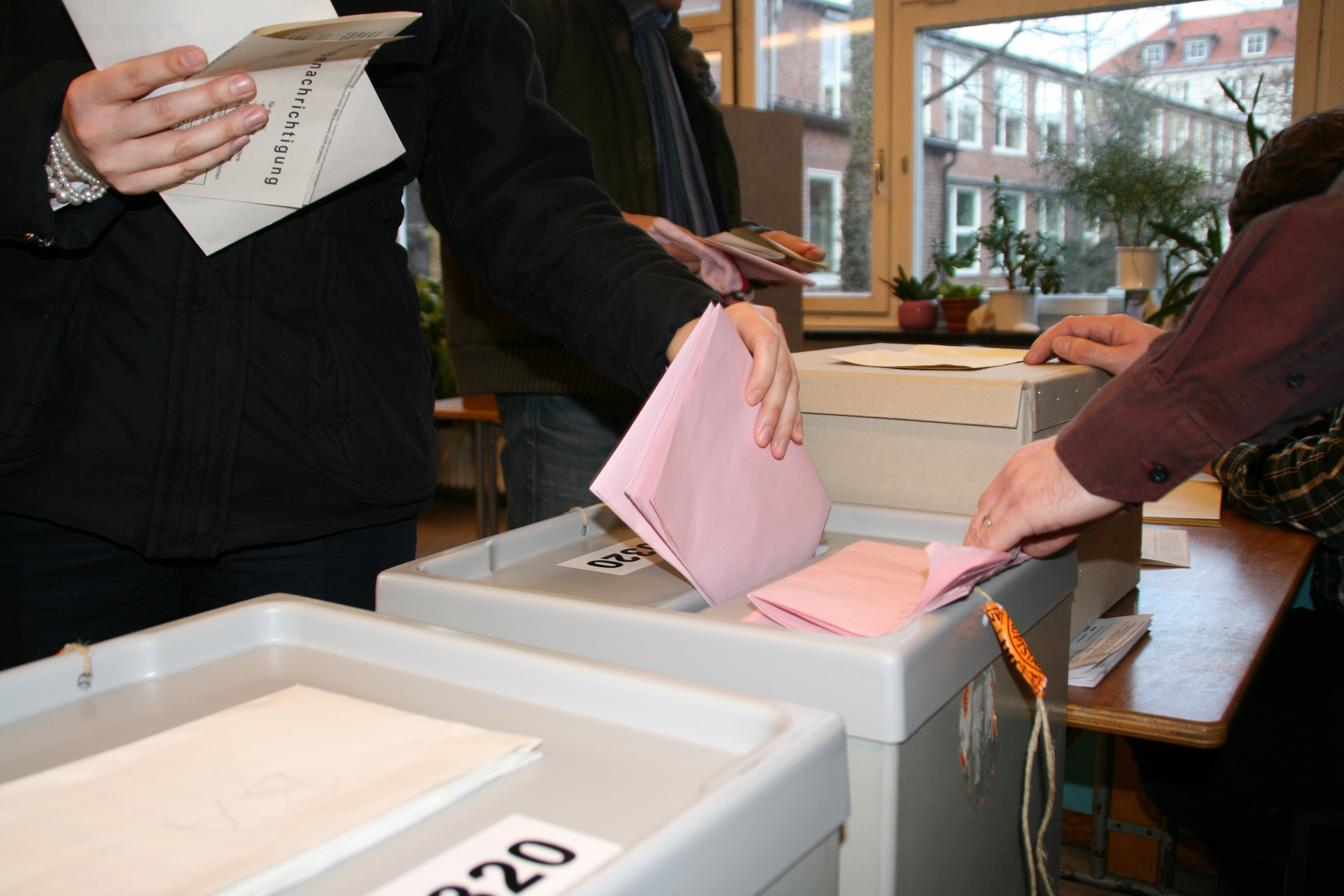
Stimmabgabe an der Wahlurne, München 2008
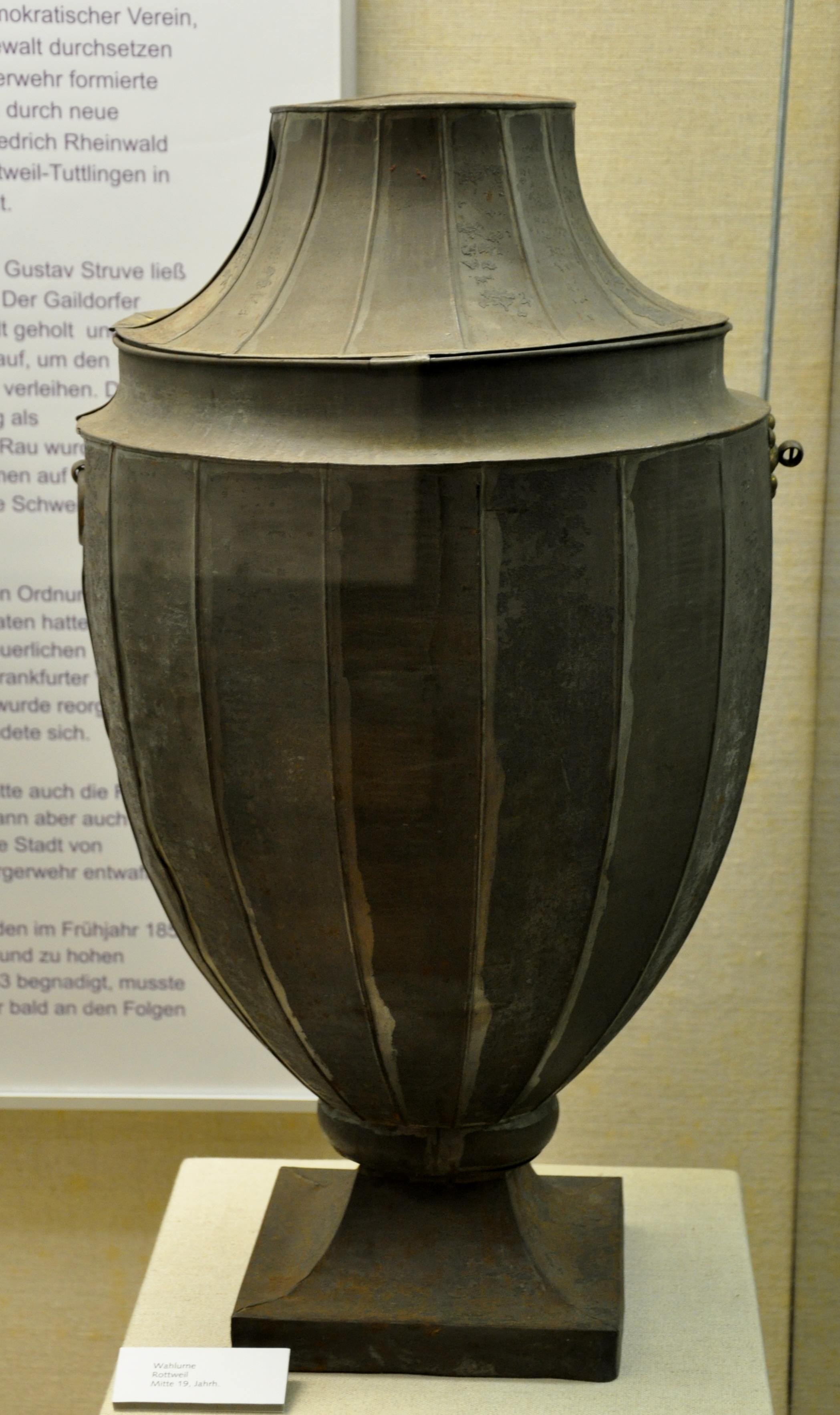
Wahlurne aus Rottweil, Mitte 19. Jahrhundert (damals noch wirklich in typischer Urnenform)
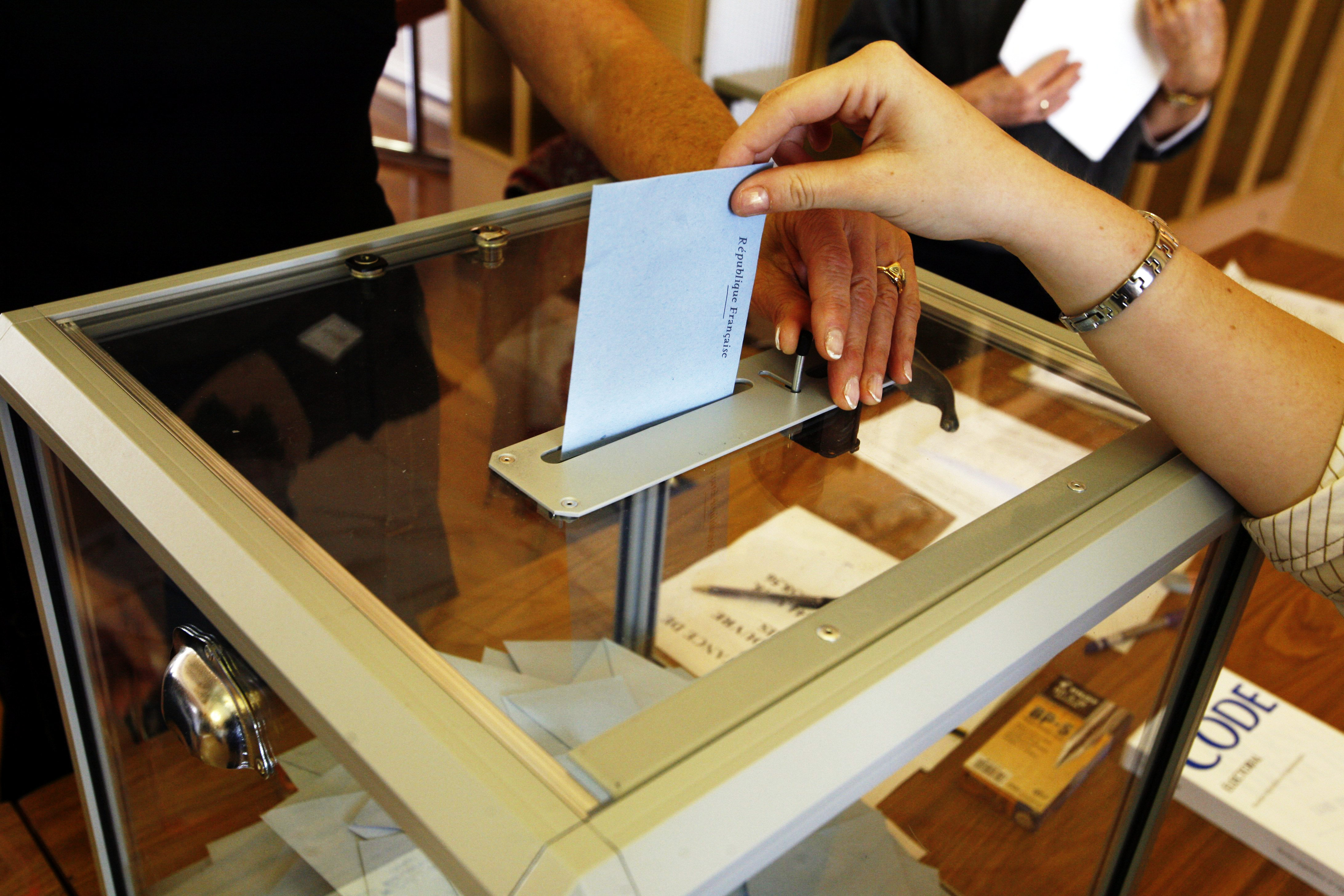
Durchsichtige Wahlurne, Frankreich 2007
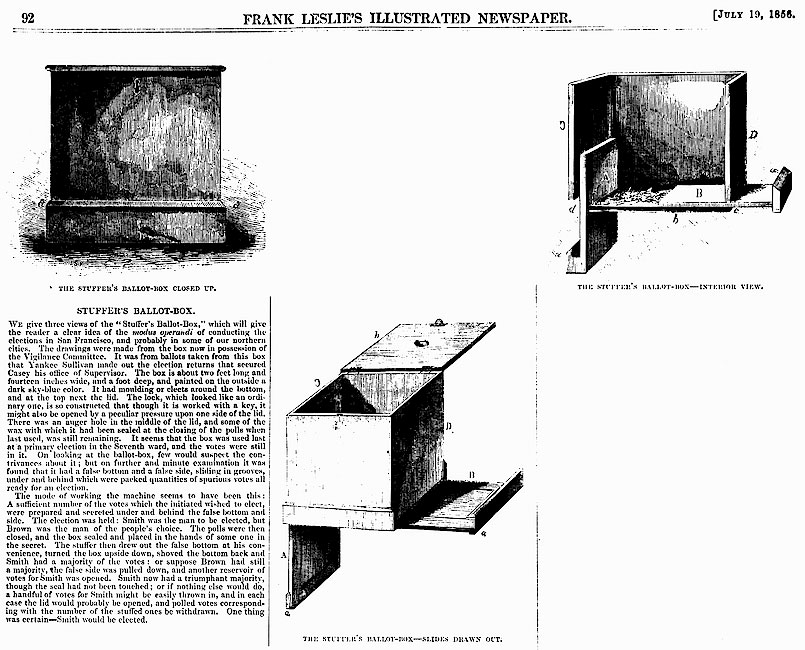
Für Wahlbetrug präparierte Wahlurne, Frank Leslie's Illustrated Newspaper, 1856
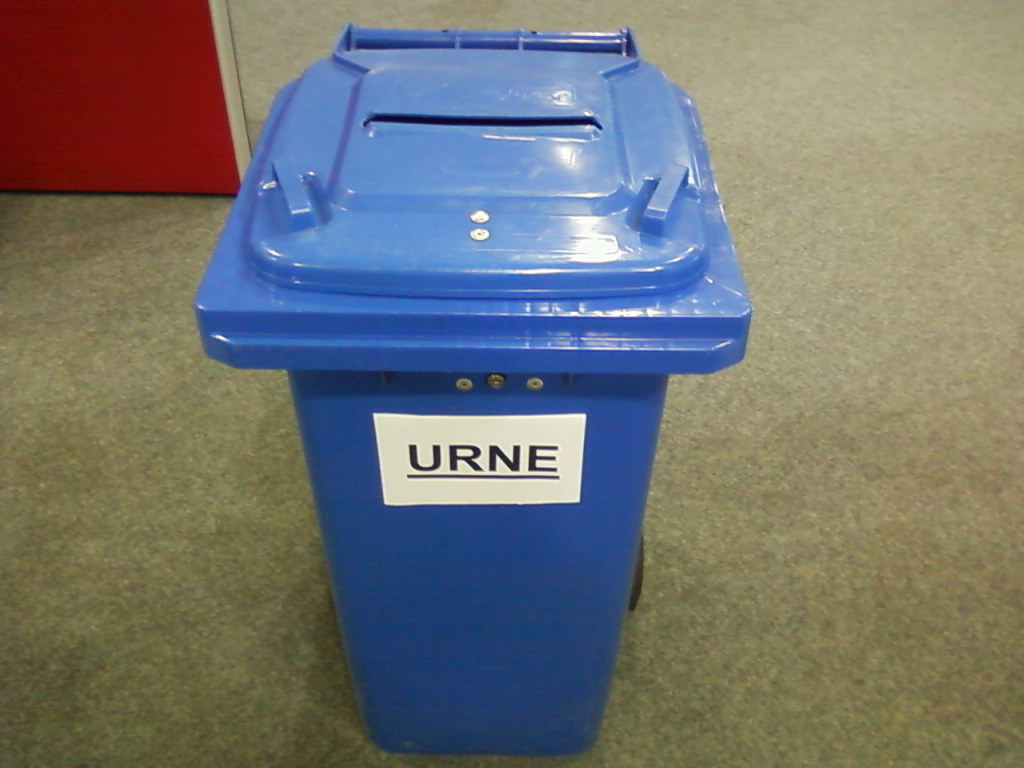
Tonne als Wahlurne, Zentrales Wahlbüro im Technischen Rathaus der Stadt Bochum, 2017
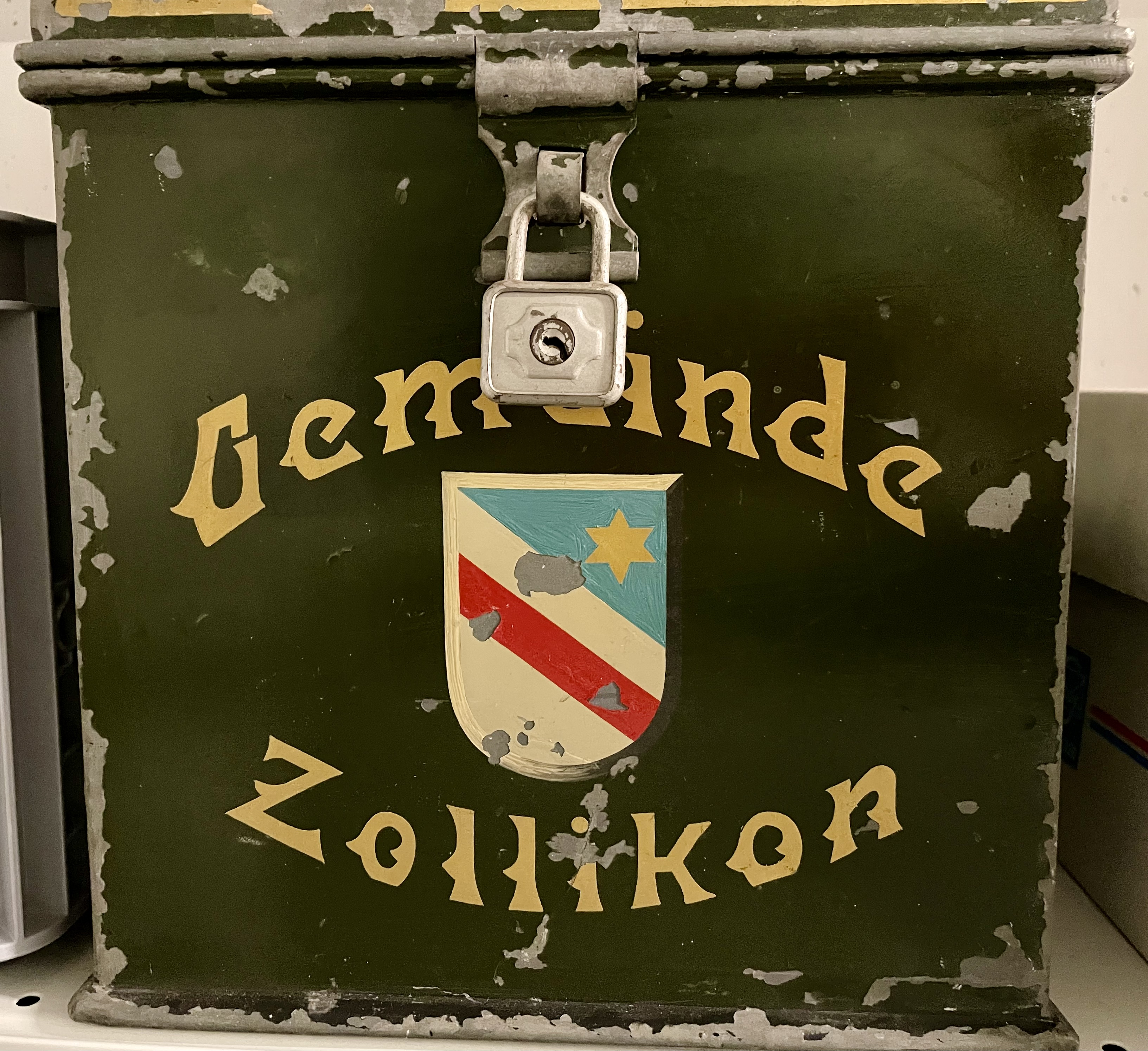
Alte Wahlurne aus Zollikon
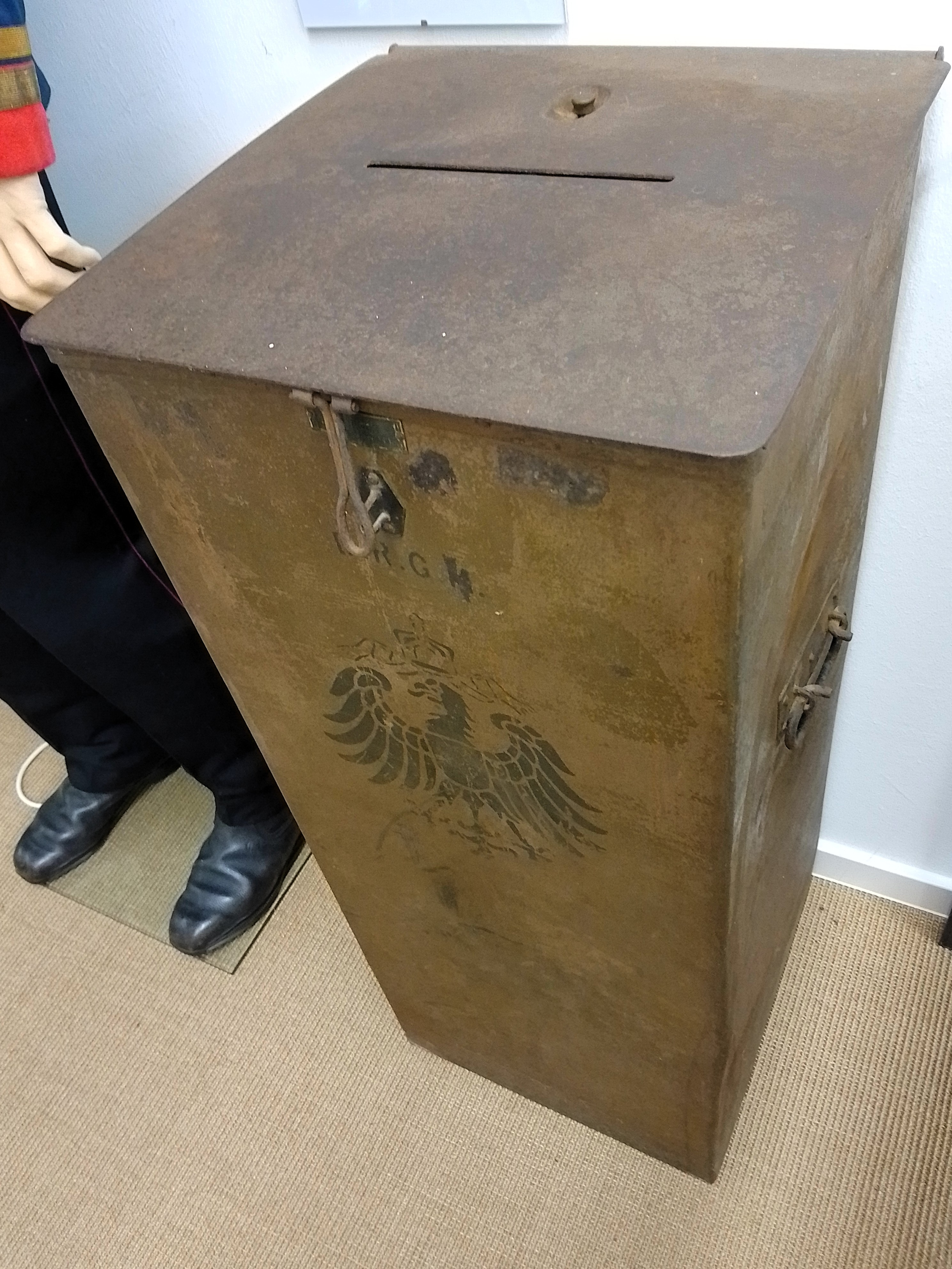
Wahlurne, Deutsches Reich bis 1918, aus Neustadt am Rübenberge